# 水的电离
水的电离，或称水的自偶电离，可以简化为两个水分子互相反应，生成一个水合氢离子和一个氢氧根离子的过程，屬於水的質子自遷移反應。反应方程为：
{\displaystyle 2\mathrm {H} _{2}\mathrm {O} _{(l)}\leftrightharpoons \mathrm {H} _{3}\mathrm {O} _{(aq)}^{+}+\mathrm {OH} _{(aq)}^{-}}

## 化學平衡
水的电离是可逆的，其平衡常数為
{\displaystyle K_{\rm {eq}}={\frac {[{\rm {H_{3}O^{+}}}][{\rm {OH^{-}}}]}{[{\rm {H_{2}O}}]^{2}}}}。
该平衡常数随温度和压力的增加而增加。